# Andrzej Żuławski
Andrzej Żuławski (IPA: [ˈandʐɛj ʐuˈwafskʲi]) (Leopoli, 22 novembre 1940 – Varsavia, 17 febbraio 2016) è stato un regista e sceneggiatore polacco.

## Biografia

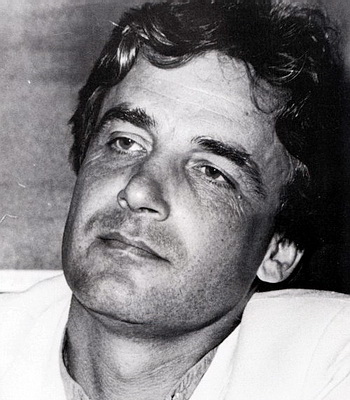
Andrej Zulawski in una foto giovanile

Suo padre era il diplomatico e scrittore Mirosław Żuławski, che fu a lungo addetto culturale presso l'Ambasciata di Parigi per poi essere nominato ambasciatore presso l'UNESCO. Il futuro regista trascorse quindi la sua giovinezza nella capitale francese, dove fece anche gli studi liceali. Decise quindi di seguire contemporaneamente i corsi alla Sorbona e presso l'Università di Varsavia. In questo stesso periodo iniziò la carriera come assistente del regista Andrzej Wajda. La sua prima opera fu un mediometraggio televisivo intitolato "Pieśń triumfującej miłości" (Il canto dell'amore trionfante) grazie al quale ottenne il Diploma d'Onore dalla Los Angeles Academy of Television Arts and Sciences nel 1968.
Il suo primo lungometraggio, La terza parte della notte, venne distribuito nel 1971 e ottenne molto successo in diversi festival internazionali. A seguito della censura imposta in Polonia al suo film Il diavolo (1972), revocata solo sedici anni più tardi, si stabilì in Francia, dove girò L'importante è amare (1975) con Romy Schneider. Tornato poi in Polonia, lavorò per due anni al film Sul globo d'argento, basato su un libro scritto dallo zio Jerzy Żuławski, che le autorità polacche non gli permisero di completare; il film poté uscire nelle sale solo nel 1987 in una versione quasi completa.
Żuławski si trasferì quindi definitivamente in Francia ottenendo il successo commerciale con due film, Possession (1981) e soprattutto Amour braque - Amore balordo (1985), in cui lanciò la sua attrice musa, Sophie Marceau, in ruoli corposi e maturi. La Marceau fu poi compagna del regista per 17 anni, dandogli anche un figlio, Vincent, nato nel 1995. La fine del rapporto sarà l'argomento di due libri inediti in Italia: O niej e L'infidélité. La carriera di regista proseguì con un altro titolo fortunato, Le mie notti sono più belle dei vostri giorni (1989), nonostante le stroncature della critica, e un controverso adattamento dell'opera lirica di Modest Musorgskij Boris Godunov nel film Boris Godunov (1989). 
Morì di cancro nel 2016, lasciando tre figli maschi: il primogenito Xawery, nato nel 1971 dalla relazione con un'attrice polacca, il suo secondo figlio, Ignacy, nato nel 1978 da un'altra compagna e il terzogenito Vincent, nato nel 1995 dalla lunga relazione (durata 16 anni, dal 1985 al 2001) con l'attrice francese Sophie Marceau.

## Filmografia

### Regista
- Pieśń triumfującej miłości (1969) - cortometraggio
- Pavoncello (1969) - cortometraggio
- La terza parte della notte (Trzecia część nocy) (1971)
- Il diavolo (Diabel) (1972)
- L'importante è amare (L'important c'est d'aimer) (1975)
- Possession (1981)
- La femme publique (1984)
- Amour braque - Amore balordo (L'amour braque) (1985)
- Sul globo d'argento (Na srebrnym globie) (1988)
- Le mie notti sono più belle dei vostri giorni (Mes nuits sont plus belles que vos jours) (1989)
- Boris Godunov (1989)
- La note bleue (1991)
- La sciamana (Szamanka) (1996)
- La Fidélité (2000)
- Cosmos (2015)

### Attore
- Samson, regia di Andrzej Wajda (1961)
- La tristezza e la bellezza (Tristesse et beauté), regia di Joy Fleury (1985)
- Le relazioni pericolose (Les liaisons dangereuses) (2003) - miniserie TV